# Protochauliodes biconicus
Protochauliodes biconicus är en insektsart som beskrevs av Douglas E. Kimmins 1954. Protochauliodes biconicus ingår i släktet Protochauliodes och familjen Corydalidae.

## Underarter
Arten delas in i följande underarter:
- P. b. incertus
- P. b. tooloomensis
- P. b. biconicus